# Exon-Florio
L’Exon-Florio National Security Test for Foreign est un amendement au Defense Production Act de 1950 (Section 721) américain adopté en 1988 et visant à bloquer l’acquisition éventuelle d’une entreprise stratégique par des intérêts étrangers. L’élaboration de cet amendement s’inscrit dans une vague d’hostilité à l’égard du Japon.

## Description
L’Exon-Florio est un amendement à une loi américaine adopté en 1988 et autorisant le Comité pour l'investissement étranger aux États-Unis à analyser l’impact sur la sécurité nationale de certaines acquisitions américaines par les intérêts étrangers. Consécutivement à cette analyse, le président des États-Unis est appelé à suspendre ou non l’acquisition d’une firme américaine, si ce dernier reconnaît que l’étranger pourrait menacer la sécurité nationale. Aussi, la loi Exon-Florio précise que si le président des États-Unis trouve la « preuve crédible qu’un intérêt étranger pourrait prendre des mesures menaçant la sécurité nationale » que certaines provisions de la loi fédérale ne protègent pas, ce dernier peut prendre une série d’actions pour mettre en échec cette tentative de prise de contrôle étrangère.

## Fonctionnement
Ce dernier est administré par le Comité sur l’investissement étranger aux États-Unis, dont les membres incluent le secrétaire au commerce, le secrétaire d’État, le secrétaire à la Défense et le procureur général, le représentant au Commerce extérieur, l’administrateur du Conseil de sécurité économique, le directeur de l’Office au management et du budget et enfin le secrétaire au Trésor. Opérant par le biais de l’Office sur l’investissement international au département du Trésor, le Comité sur l’investissement étranger aux États-Unis conduit donc des investigations et fait des recommandations au président des États-Unis, qui prend de manière discrétionnaire la décision finale afin bloquer ou non l’acquisition étrangère.

## Contexte d'émergence
L’amendement Exon-Florio s’inscrit dans un contexte particulier, celui de l’invasion japonaise du marché américain. Cette forme de « Pearl Harbour économique » ne fait que cristalliser un courant déjà présent aux États-Unis, le patriotisme économique et une pré-culture étatique de l’intelligence économique. Le rapport Japan 2000, rendu public en juillet 1991 par la CIA, n’est en somme que l’acmé visible de ce sentiment d’agression et l’entrée pour les États-Unis dans le contexte post-bipolaire d’une guerre économique tacite. Cet amendement permit entre autres de bloquer des tentatives de pénétration de capital d’entreprises stratégiques productrices d’aéronefs, de semi-conducteurs ou spécialisées dans la fabrication de processeurs, et plus loin liées à l’industrie de l’armement, par des firmes japonaises.

## Autres procédures de sécurisation nationale de l'économie aux États-Unis
Aussi, il existe d’autres lois générales destinées à protéger la sécurité nationale. Par exemple, sous la loi d’urgence économique internationale, le président des États-Unis, après avoir déclaré « une urgence nationale », peut entamer une série de mesures si « certaines entités étrangères suscitent une menace inhabituelle et extraordinaire à la sécurité nationale, à la politique étrangère ou à l’économie américaine ». Le président utilisa notamment cette loi afin de geler les avoirs iraniens aux États-Unis, mettre l’embargo sur le Nicaragua et la Libye, bloquer les transferts de fonds à Panama, et finalement geler les avoirs irakiens aux États-Unis. Enfin, le recours aux lois antitrust permet de bloquer des acquisitions qui pourraient restreindre la compétition et créerait un monopole anticoncurrentiel. Ces outils, joint à la pression congressiste et les pouvoirs inhérents à la présidence, dissuadèrent plusieurs acheteurs étrangers d’acquisitions controversées ou les persuada d’adopter une stratégie différente.

## Dysfonctionnements
Toutefois, un des problèmes majeurs que l’amendement Exon-Florio peut induire une forme de nationalisme économique. En effet, la loi ne définit aucunement la notion de « sécurité nationale » ni ne pourvoit à une liste précise des secteurs industriels exempts du champ d’application d’Exon-Florio. La sécurité nationale peut donc être définie de manière très large. Par le passé, des producteurs de cacahuète, de chaussures, de papiers, etc. ont essayé de justifier la protection du gouvernement en invoquant la notion de « sécurité nationale »… Après les attentats du 11 septembre 2001, le développement du sentiment d’insécurité et la multiplication de « lois patriotiques », le spectre d’interprétation de l’amendement Exon-Florio s’est encore plus élargi.
Si l’amendement Exon-Florio peut être altéré pour un bon nombre de raisons en vue d’une politique industrielle agressive, elle est aussi de plus en plus politisée, les Congressmen devant répondre aux pressions de leurs électeurs en relayant leurs positions et s’opposant ainsi à certaines acquisitions. L’exemple français de Saint-Gobain débouté en raison d’un lobbying des Congressmen au début des années 1990, et ce, alors même qu’elle aurait présenté la meilleure offre d’achat « objective » par rapport à son alter ego américain BTR sur une firme quelconque, est probant à ce titre. De même, l’exemple de la compagnie française Thomson-CSF, qui lança une tentative d’acquisition sur Ling-Temco-Vought (LTV), spécialisée dans la production de missiles, est un exemple classique. LTV avait fait banqueroute et fut forcée de vendre ses filiales spécialisées dans l’aéronautique et la production de missiles. Thomson proposa l’offre la plus avantageuse avec 450 millions de dollars, mais parce que l’État français en est le principal actionnaire, Exon-Florio fut invoqué, le comité rendit un avis négatif et l’offre d’acquisition fut rejetée.